# Ophiopogon cordylinoides
Ophiopogon cordylinoides är en sparrisväxtart som beskrevs av David Prain. Ophiopogon cordylinoides ingår i släktet Ophiopogon och familjen sparrisväxter. Inga underarter finns listade i Catalogue of Life.